# Lars Carlsson (sciatore)
Lars Carlsson (8 agosto 1973) è un ex fondista svedese.

## Biografia
In Coppa del Mondo esordì il 12 marzo 1994 a Falun (74°) e ottenne l'unica vittoria, nonché unico podio, il 23 marzo 2003 nella medesima località.
In carriera prese parte a due edizioni dei Campionati mondiali (20° nella 30 km a Val di Fiemme 2003 il miglior risultato).

## Palmarès

### Mondiali juniores
- 1 medaglia:
  - 1 argento (10 km a Harrachov 1993)

### Coppa del Mondo
- Miglior piazzamento in classifica generale: 57º nel 2003
- 1 podio (a squadre[1]):
  - 1 vittoria

#### Coppa del Mondo - vittorie
| Data          | Località | Nazione | Spec.                                                              |
| ------------- | -------- | ------- | ------------------------------------------------------------------ |
| 23 marzo 2003 | Falun    | Svezia  | 4x10 km (con Mathias Fredriksson, Anders Södergren e Jörgen Brink) |